# Tri-College Consortium
Le Tri-College Consortium (également appelé Tri-Co) est une collaboration entre trois universités d'arts libéraux privées de la banlieue de Philadelphie : Bryn Mawr College, Haverford College et Swarthmore College,. Le consortium permet aux étudiants de s'inscrire à des cours dans les autres colleges. Bryn Mawr et Haverford entretiennent une relation particulièrement étroite (que les étudiants appellent souvent familièrement "le Bi-Co"). Les deux écoles partagent un journal étudiant et une station de radio et ont une vie étudiante relativement intégrée. Un bus transporte les étudiants d'un campus à l'autre. 

Le Quaker Consortium (en) est un autre consortium qui regroupe le Tri-College avec l'Université de Pennsylvanie à Philadelphie. 

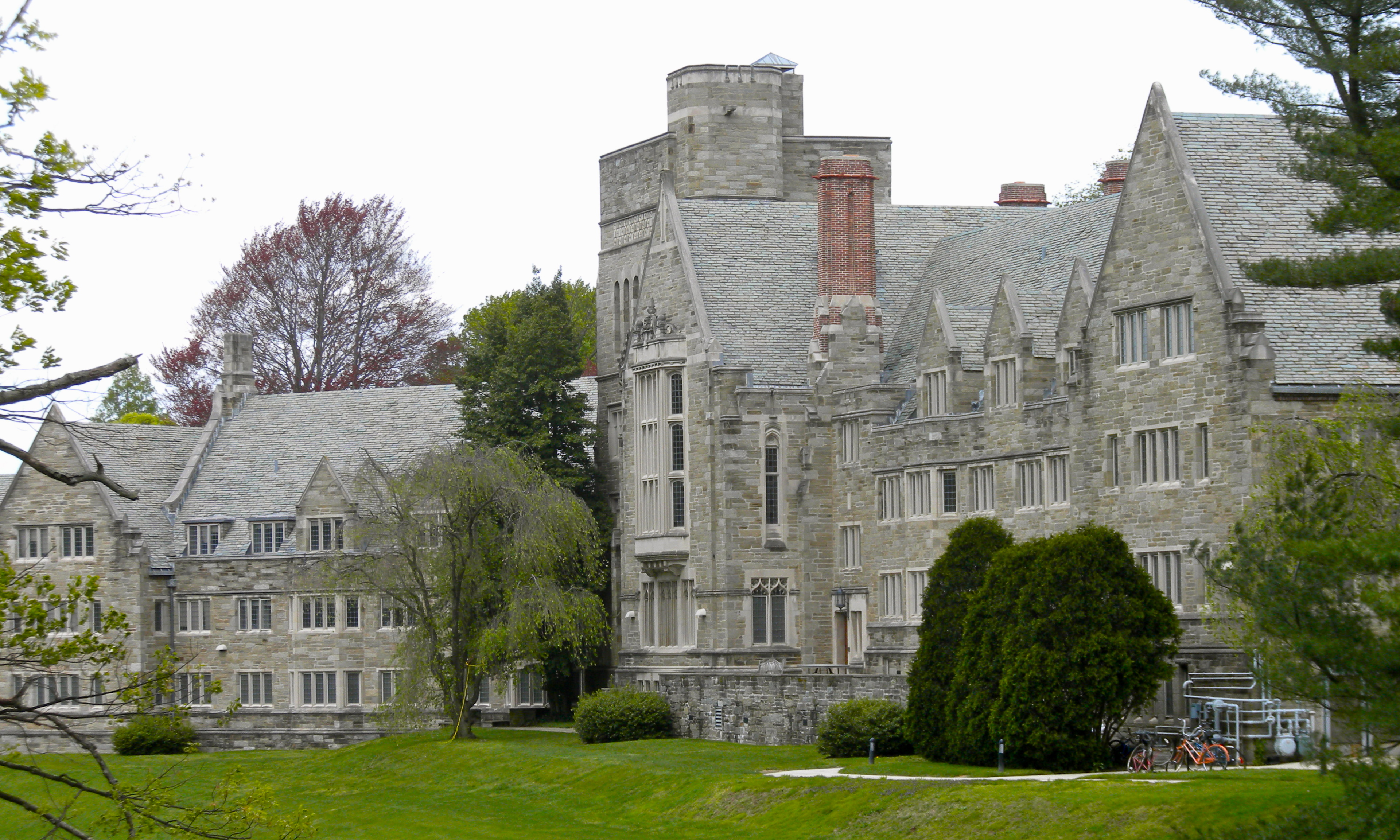
Rhoads Hall, Bryn Mawr College
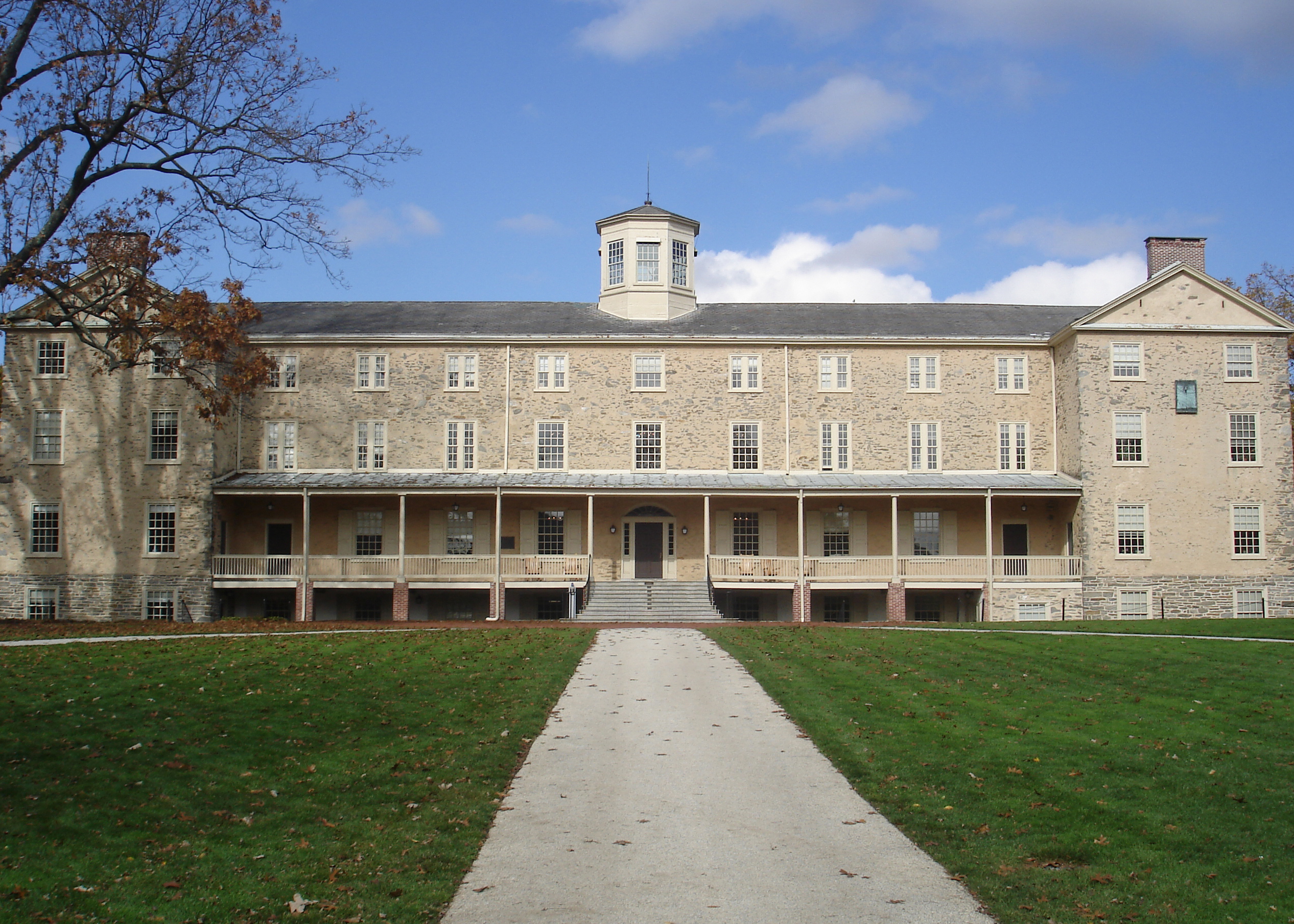
Founders Hall, Haverford College
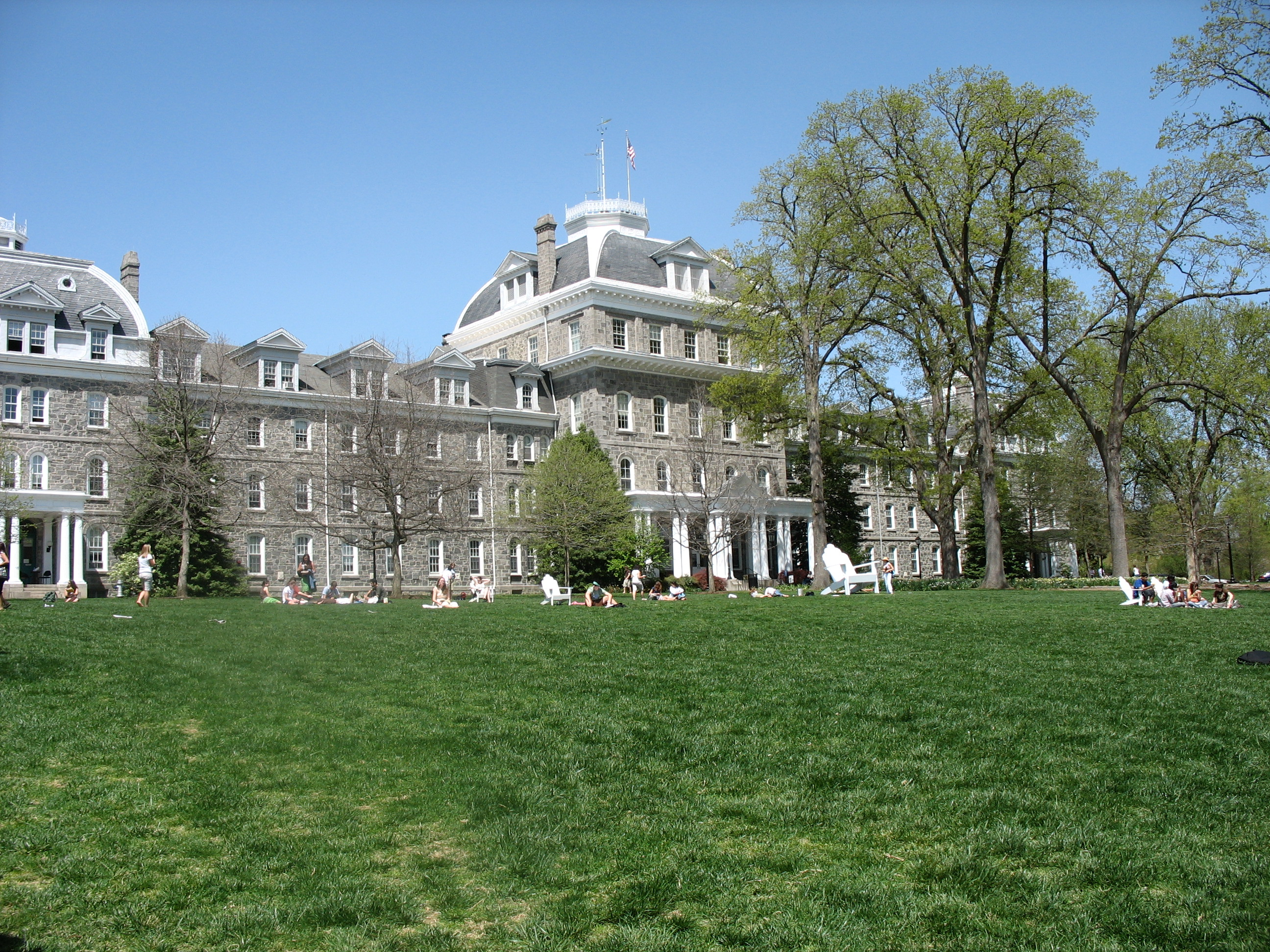
Parrish Hall, Swarthmore College.